# Бузовнинская Сопка
Бузовнинская Сопка (азерб. Buzovna sopkası sayı) — подводная банка в Каспийском море, у побережья Азербайджана. Банка приурочена к одноимённому действующему подводному грязевому вулкану.
Бузовнинская Сопка расположена вблизи северного берега Апшеронского полуострова, между мысами Кёгне-Бильгях и Шоулан, в акватории Апшеронского архипелага.
Глубина над банкой часто меняется. Периодически, в результате мощных извержений, грязевой вулкан образует остров, который спустя время размывается водой и исчезает. Остров ненадолго появлялся после извержений в 1892 и 1923 годах. Другие извержения вулкана происходили в 1951, 1953, 1958 годах. Остров, образованный после извержения 1953 года имел площадь 6500 м². В 2001 году, после многолетнего перерыва, Бузовнинская Сопка снова начала извергатся, и образовала островок. Позже, во время сильного морского шторма, этот островок полностью исчез.
Для извержений Бузовнинской Сопки характерно отсутствие столбов пламени, что вызвано высоким содержанием в газовой фазе извержения углекислого газа. 